# Fetty Wap
Fetty Wap (настоящее имя Вилли Максвелл II, англ. Willie Maxwell II; род. 7 июня 1991 года, Патерсон, Нью-Джерси, США) — американский рэпер, певец и автор песен. Получил известность благодаря синглу «Trap Queen». С раннего детства страдал ювенильной глаукомой обоих глаз, в связи с чем лишился левого глаза, на месте которого отныне установлен глазной протез.
Благодаря коммерческому успеху «Trap Queen», подписал контракт со звукозаписывающей компанией 300 Entertainment, принадлежащей Atlantic Records. Впоследствии выпустил несколько синглов, которые вошли в первую десятку хит-парада Billboard Hot 100. Одноимённый студийный альбом Fetty дебютировал на первой строчке Billboard 200.

## Детство и юность
Певец и автор песен Вилли Максвелл (англ. Willie Maxwell, более известный под сценическим именем Fetty Wap) родился 7 июля 1991 в Патерсоне, Нью-Джерси. Максвелл с раннего детства страдает ювенильной глаукомой обоих глаз. В одном из интервью он сообщил, что врачам не удалось спасти его левый глаз, и вместо этого ему был установлен глазной протез. Изначально Максвелл позиционировал себя исключительно рэпером, но позже он начал петь, заявив, что «хотел сделать что-то ни на что не похожее». Его прозвали Fetty (сленг от денег), а Wap было добавлено, дабы почтить прозвище Gucci Mane — GuWop.

## Личная жизнь
У Фетти семь детей от шести разных женщин — сын Эйдин Зувьер Максвелл (род. 1 мая 2011) от Ариэл Риз; дочь Элиза Завьера «ЗаЗа» Максвелл (род. 13 марта 2015) и сын Захейр К. «Зай» Максвелл (род. 16 марта 2018) от Лежэй Зеоны; дочь Кари Барби Максвелл (род. 29 марта 2016) от Масики Калиши; дочь Амани Максвелл (род. 26 апреля 2016) от Элэйнны Паркер; дочь Лорен Максвелл (род. февраль 2017) от Туркуойс Майами; дочь Алэйя Максвелл (род. январь 2018) от Алексис Скай.
24 июня 2021 года 4-летняя дочь Фетти, Лорен Максвелл, умерла от фатальной сердечной аритмии из-за осложнений, связанных с врожденными пороками сердца.

## Карьера
В начале 2014 состоялся коммерческий дебют Фетти с сингла «Trap Queen». Хотя трек был записан ещё в феврале, широкую популярность песня приобретает только в середине ноября. Впоследствии «Trap Queen» получит платиновую сертификацию. Также сингл имеет более 210 миллионов прослушиваний на SoundCloud.
Осенью 2014 года Фетти, в лице известного юриста в сфере развлечений Новарро Грея, подписал контракт со звукозаписывающей компанией 300 Entertainment.
Летом 2015 Уэп вошёл в ежегодный список самых примечательных рэп-новичков года по мнению журнала XXL. 29 июня того же года Фетти выпустил свой второй сингл под названием «679». Название сингла происходит от даты рождения артиста — 7 июня 1991 года (6.7.1991). Музыкальный клип на эту песню был опубликован в мае на официальном канале портала WorldStarHipHop на YouTube. Его следующий сингл, «My Way», также вошёл в Billboard Hot 100 Затем канадский хип-хоп исполнитель Drake сделал ремикс на «My Way». Позднее и сингл «679» входит в Billboard Hot 100 под четвёртым номером. В течение недели, начиная с 26 июля по 1 августа 2015 года, сразу три сингла Уэпа находятся в двадцатке лучших чарта Billboard. Таким образом, Фетти стал первым хип-хоп исполнителем со времён Eminem, чьи все три сингла находились в топ-20 хит-парада. Помимо этого, Уэп повторяет достижение Lil Wayne, став хип-хоп исполнителем с двумя синглами, входящими в топ-10 хит-парада. Вдобавок Уэп становится первым хип-хоп исполнителем в истории, у которого все четыре дебютных сингла («Trap Queen», «679», «My Way», «Again») входят в хит-парад Hot Rap Songs. Осенью 2015 вышел дебютный студийный альбом Фетти — «Fetty Wap». Альбом дебютировал под первым номером в Billboard 200. В дальнейшем артист выпускает три микстейпа: Coke Zoo совместно с French Montana (2015), ZOO 16 совместно с Zoo Gang (2016) и Money, Hoes & Flows совместно с PnB Rock (2016). На 58-й церемонии «Грэмми» Уэп получил две номинации: за лучшее рэп-исполнение и лучшую рэп-песню.
Зимой 2016 года Fetty выпустил новый сингл под названием «Jimmy Choo». Весной артист обзавёлся собственной гоночной игрой, которая вышла на телефоны, планшеты и Apple TV. Позже альбом «Fetty Wap» получил платиновый статус, а также был прослушан на стриминговых сервисах более миллиарда раз. В конце 2015 Billboard представил статистику стриминга, где Fetty вошёл в десятку самых прослушиваемых артистов за весь год.
Осенью 2016 Фетти появился в здании суда, в котором признал вину касательно езды без прав, езде с тонированными стёклами, а также неспособностью заменить потерянные номерные знаки. В суд артист пришёл с наличной пачкой денег на сумму в 165 000 долларов. В итоге он был оштрафован на 360 долларов. В конце ноября Уэп представил свой шестой микстейп под названием «Zoovier».
В начале декабря 2016 Fetty записал совместную песню с Nicki Minaj под названием Like A Star. 12 мая 2017 артист выпустил первый сингл к своему второму студийному альбому King Zoo под названием «Aye».

## Художественное исполнение

### Стиль
Фетти называет свою музыку «вульгарный R&B». Он активно использует автотюн, эффект Pitch Correction, совмещая всё это пением и рэпом.

### Влияние
Фетти часто носит с собой Флаг Гаити, повязанный вокруг головы. В интервью CivilTV он сообщает следующее: «Я влюблён в эту культуру; люди не знают, что значит для меня культура Гаити». Кроме того Уэп отмечает, что наибольшее влияние на его творчество оказал Gucci Mane.

## Награды и номинации
| Год  | Награда                | Работа                | Категория                     | Результат | Ссылка |
| ---- | ---------------------- | --------------------- | ----------------------------- | --------- | ------ |
| 2015 | MC100 Award            | «Trap Queen»          | Most-Played Video of the Year | Победа    | [ 32 ] |
| 2015 | BET Awards             | —                     | Best New Artist               | Номинация | [ 33 ] |
| 2015 | MTV Video Music Awards | «Trap Queen»          | Artist to Watch               | Победа    | [ 34 ] |
| 2015 | MTV Video Music Awards | «Trap Queen»          | Best Hip-Hop Video            | Номинация | [ 34 ] |
| 2015 | MTV Video Music Awards | «My Way»              | Song of the Summer            | Номинация | [ 35 ] |
| 2015 | BET Hip Hop Awards     | —                     | Who Blew Up Award             | Победа    | [ 36 ] |
| 2015 | BET Hip Hop Awards     | «Trap Queen»          | Best Hip Hop Video            | Номинация | [ 36 ] |
| 2015 | BET Hip Hop Awards     | «Trap Queen»          | Best Club Banger              | Номинация | [ 36 ] |
| 2015 | BET Hip Hop Awards     | «Trap Queen»          | People’s Champ Award          | Номинация | [ 36 ] |
| 2015 | BET Hip Hop Awards     | «My Way» (with Monty) | Best Collabo, Duo or Group    | Номинация | [ 36 ] |
| 2015 | American Music Awards  | —                     | New Artist of the Year        | Ожидается | [ 37 ] |
| 2015 | American Music Awards  | —                     | Favorite Rap/Hip-Hop Artist   | Ожидается | [ 37 ] |

## Дискография

### Альбомы
| Название  | Детали                                                                                                 | Высшая позиция в чарте | Высшая позиция в чарте | Высшая позиция в чарте | Высшая позиция в чарте | Высшая позиция в чарте | Высшая позиция в чарте | Продажи       |
| Название  | Детали                                                                                                 | US                     | US R&B                 | AUS                    | IRE                    | NL                     | UK                     | Продажи       |
| --------- | --- | ---------------------- | ---------------------- | ---------------------- | ---------------------- | ---------------------- | ---------------------- | ------------- |
| Fetty Wap | - Дата релиза: 25 сентября 2015 - Лейбл: RGF Productions, 300, Atlantic - Формат: CD, digital download | 1                      | 1                      | 13                     | 59                     | 73                     | 15                     | - US: 300,000 |

### Синглы

#### В качестве ведущего исполнителя
| Название                      | Год  | Высшая позиция в чарте | Высшая позиция в чарте | Высшая позиция в чарте | Высшая позиция в чарте | Высшая позиция в чарте | Высшая позиция в чарте | Высшая позиция в чарте | Высшая позиция в чарте | Высшая позиция в чарте | Высшая позиция в чарте | Сертификации                                                                | Альбом    |
| Название                      | Год  | US                     | US R&B                 | AUS                    | CAN                    | DEN                    | IRE                    | NL                     | NZ                     | SWI                    | UK                     | Сертификации                                                                | Альбом    |
| ----------------------------- | ---- | ---------------------- | ---------------------- | ---------------------- | ---------------------- | ---------------------- | ---------------------- | ---------------------- | ---------------------- | ---------------------- | ---------------------- | --------------------------------------------------------------------------- | --------- |
| «Trap Queen»                  | 2014 | 2                      | 2                      | 25                     | 11                     | 8                      | 26                     | 36                     | 13                     | 55                     | 8                      | - RIAA: Platinum - ARIA: Gold - BPI: Gold - IFPI DEN: Gold - RMNZ: Platinum | Fetty Wap |
| «679» (при участии Remy Boyz) | 2015 | 6                      | 4                      | 46                     | 24                     | —                      | 41                     | 67                     | 13                     | 65                     | 35                     | - RMNZ: Gold                                                                | Fetty Wap |
| «My Way» (при участии Monty)  | 2015 | 7                      | 5                      | 94                     | 31                     | —                      | —                      | —                      | —                      | —                      | 80                     |                                                                             | Fetty Wap |
| «Again»                       | 2015 | 33                     | 12                     | 63                     | 72                     | —                      | —                      | —                      | —                      | —                      | 79                     |                                                                             | Fetty Wap |
| «Jimmy Choo»                  | 2016 | 65                     | 19                     |                        |                        |                        |                        |                        |                        |                        |                        |                                                                             | TBA       |
| «Wake Up»                     | 2016 | 50                     | 15                     |                        |                        |                        |                        |                        |                        |                        |                        |                                                                             | TBA       |
| «—» отсутствие в чарте.       |      |                        |                        |                        |                        |                        |                        |                        |                        |                        |                        |                                                                             |           |